# 声をかくす人
『声をかくす人』（The Conspirator）は、ロバート・レッドフォード監督による2010年の歴史映画である。リンカーン大統領暗殺事件に関与したことでアメリカ合衆国連邦政府史上初めて死刑となった女性であるメアリー・サラットが描かれる。

## ストーリー
27歳のフレデリック・エイキンは、南北戦争で勝利した北軍の大尉だったが、戦後は弁護士を目指していた。だが、初めて担当した被告人はリンカーン大統領暗殺の共謀者、それも女性のメアリーだった。南部出身の未亡人メアリー・サラットは、営んでいる下宿に暗殺者たちを潜伏させた罪で逮捕されたのだ。
1865年、リンカーンは南軍の残党で俳優のブースに劇場で射殺された。主犯のブースは追っ手に射殺され、一味の男たちが次々と逮捕された。メアリーの息子ジョンも一味の一人だったが、逃亡し姿をくらましていた。
裁判中、無実を主張し続けるメアリー。だが、その裁判は裁判長や判事も全て北軍の軍人という軍事裁判だった。弁護士のエイキンは、証言台に立つ検察側の証人を論破しながらも、敵であった南部人のメアリーに対して、有罪だという感情を捨て切れなかった。そんなエイキンに、逃亡した息子は殺人とは無関係だと懸命に訴えるメアリー。
証人たちは、検察側の意向で次々とメアリーに不利な偽証をした。法廷で怒りを込めて偽証を非難し、北部の人々の反感を買うエイキン。エイキンにとってこの裁判は、勝てば非難され、負けても経歴に傷がつく仕事だったのだ。
逃亡した息子ジョン一人に罪を負わせれば、家族は救うことができる。そのためにジョンの姉アンナを証人喚問するエイキン。だがその行為は、ジョンを庇いたいメアリーを苦しめるだけだった。
陸軍長官スタントンは、戦後の国家再建のためにこの裁判を利用していた。暗殺犯に対する人々の復讐心や恐怖心を団結力に変え、迅速な処罰で事件を終わらせてみせるために、判決を操作するスタントン。
メアリーを含む被告全員に死刑が言い渡された。民間人は民間法廷で裁かれるべきだというエイキンの嘆願も空しく、メアリーは絞首刑に処せられた。弁護士をやめたエイキンは、新聞社に活動の場を見出すのだった。

## キャスト
※括弧内は日本語吹替
- フレデリック・エイキン（英語版） - ジェームズ・マカヴォイ（水越健）
- メアリー・サラット（英語版） - ロビン・ライト（西村野歩子）
- ニコラス・ベイカー - ジャスティン・ロング
- アンナ・サラット - エヴァン・レイチェル・ウッド（大原由美）
- ジョニー・サラット（英語版）[2] - ジョニー・シモンズ
- ジョン・ウィルクス・ブース - トビー・ケベル
- リヴァーディ・ジョンソン - トム・ウィルキンソン（板取政明）
- ルイス・ペイン（英語版） - ノーマン・リーダス
- サラ - アレクシス・ブレデル
- エドウィン・スタントン - ケヴィン・クライン（鏡優雅）
- ジョセフ・ホルト[3] - ダニー・ヒューストン
- ジョン・M・ロイド（英語版）[4] - スティーヴン・ルート
- ルイス・ウェイクマン（英語版） - ジョナサン・グロフ
- ワイリー - ジョン・カラム
- ダンドレアリ卿（英語版） - ブレント・F・G・フィーゼル
- エドマン・スパングラー（英語版） - カーク・スパークス
- デイビッド・ハンター - コルム・ミーニイ
- コッティンガム - シェー・ウィガム
- ウィリアム・トーマス・ハミルトン - ジェームズ・バッジ・デール
- ジョン・ハートランフト - ジム・トゥルー＝フロスト（英語版）
- エイブラハム・リンカーン - ジェラルド・ベストロム

## 公開
2010年9月11日にトロント国際映画祭でプレミア上映された。その数日後、ライオンズゲートとロードサイド・アトラクションズが配給権を購入し、2011年4月15日に米国で一般公開された。

### 批評家の反応
Metacriticでは36件のレビューで55/100、Rotten Tomatoesでは166件のレビューで支持率55%となった。